# Torre de San Urbano
La Torre de San Urbano o la Torre de Urbano (en eslovaco: Urbanova veža) en Košice, Eslovaquia fue originalmente una torre campanario gótica prismática con una cubierta piramidal. Fue erigida en el siglo XIV. Una campana de iglesia instalada en la torre fue dedicada a San Urbano, el patrón de los labradores. La campana fue fundida en un molde por su fundador Franciscus Illenfeld de Olomouc en 1557. Su peso es de 7 toneladas. En 1775 el techo piramidal fue construido con annion en el estilo barroco con una doble cruz de hierro. Un pasaje arqueado fue erigido alrededor de la torre en 1912, tiene 36 lápidas antiguas (procedentes de los siglos 14 y 15, una de ellos viene del Imperio Romano y se remonta al siglo IV) de ladrillo en las paredes exteriores de la estructura. En 1966] la torre fue dañada por el fuego y la campana fue destruida también. La torre fue reconstruida y reabierta en 1971.